# Moutiers-en-Puisaye
Pour les articles homonymes, voir Moutiers.
Moutiers-en-Puisaye est une commune française située dans le département de l'Yonne en région Bourgogne-Franche-Comté.
Par décret du 26 mars 1993, Moutiers, nom simple, s'est appelé Moutiers-en-Puisaye. Son église possède des fresques médiévales parmi les plus importantes de Bourgogne.

## Géographie

### Hydrographie
Le Loing et le Ruisseau Bourdon sont les principaux cours d'eau qui traversent la commune.

### Climat
Pour des articles plus généraux, voir Climat de la Bourgogne-Franche-Comté et Climat de l'Yonne.
En 2010, le climat de la commune est de type climat océanique dégradé des plaines du Centre et du Nord, selon une étude du Centre national de la recherche scientifique s'appuyant sur une série de données couvrant la période 1971-2000. En 2020, Météo-France publie une typologie des climats de la France métropolitaine dans laquelle la commune est exposée à un climat océanique altéré et est dans la région climatique  Centre et contreforts nord du Massif Central, caractérisée par un air sec en été et un bon ensoleillement. 
Pour la période 1971-2000, la température annuelle moyenne est de 10,7 °C, avec une amplitude thermique annuelle de 15,8 °C. Le cumul annuel moyen de précipitations est de 779 mm, avec 12,1 jours de précipitations en janvier et 7,7 jours en juillet. Pour la période 1991-2020, la température moyenne annuelle observée sur la station météorologique installée sur la commune est de 11,0 °C et le cumul annuel moyen de précipitations est de 870,3 mm. 
La température maximale relevée sur cette station est de 41,3 °C, atteinte le 25 juillet 2019 ; la température minimale est de −20,2 °C, atteinte le 6 janvier 1971,,. 
| Mois                                  | jan.             | fév.           | mars          | avril           | mai           | juin            | jui.           | août          | sep.            | oct.          | nov.           | déc.             | année      |
| ------------------------------------- | ---------------- | -------------- | ------------- | --------------- | ------------- | --------------- | -------------- | ------------- | --------------- | ------------- | -------------- | ---------------- | ---------- |
| Température minimale moyenne (°C)     | 0,6              | 0,3            | 2             | 4,1             | 7,8           | 11,1            | 12,7           | 12,5          | 9,4             | 7,2           | 3,4            | 1,2              | 6          |
| Température moyenne (°C)              | 3,5              | 4,1            | 7,1           | 9,9             | 13,6          | 17,1            | 19,1           | 18,9          | 15,3            | 11,8          | 6,9            | 4,2              | 11         |
| Température maximale moyenne (°C)     | 6,5              | 8              | 12,1          | 15,6            | 19,4          | 23,2            | 25,5           | 25,4          | 21,2            | 16,4          | 10,3           | 7,1              | 15,9       |
| Record de froid (°C) date du record   | −20,2 06.01.1971 | −15,1 09.02.12 | −16 01.03.05  | −6,9 11.04.1973 | −3 15.05.1995 | −0,5 05.06.1976 | 3,5 08.07.1993 | 2 30.08.1998  | −1,7 19.09.1977 | −7 31.10.1997 | −11 23.11.1998 | −13,5 30.12.1996 | −20,2 1971 |
| Record de chaleur (°C) date du record | 17,5 05.01.1999  | 22 27.02.19    | 26,1 31.03.21 | 28,8 30.04.05   | 32,1 28.05.17 | 37,8 18.06.22   | 41,3 25.07.19  | 39,5 12.08.03 | 35,7 08.09.23   | 30 02.10.23   | 22,7 07.11.15  | 18 16.12.1989    | 41,3 2019  |
| Précipitations (mm)                   | 75,7             | 64             | 65,4          | 68,4            | 75,6          | 68,7            | 67,5           | 63,1          | 70,3            | 83,1          | 81,9           | 86,6             | 870,3      |

| Diagramme climatique                                  |        |           |             |             |              |              |              |             |             |             |            |
| J                                                     | F      | M         | A           | M           | J            | J            | A            | S           | O           | N           | D          |
| 6,50,675,7                                            | 80,364 | 12,1265,4 | 15,64,168,4 | 19,47,875,6 | 23,211,168,7 | 25,512,767,5 | 25,412,563,1 | 21,29,470,3 | 16,47,283,1 | 10,33,481,9 | 7,11,286,6 |
| Moyennes : • Temp. maxi et mini °C • Précipitation mm |        |           |             |             |              |              |              |             |             |             |            |

Les paramètres climatiques de la commune ont été estimés pour le milieu du siècle (2041-2070) selon différents scénarios d'émission de gaz à effet de serre à partir des nouvelles projections climatiques de référence DRIAS-2020. Ils sont consultables sur un site dédié publié par Météo-France en novembre 2022.

## Urbanisme

### Typologie
Au 1er janvier 2024, Moutiers-en-Puisaye est catégorisée commune rurale à habitat très dispersé, selon la nouvelle grille communale de densité à sept niveaux définie par l'Insee en 2022.
Elle est située hors unité urbaine et hors attraction des villes,.

### Occupation des sols
L'occupation des sols de la commune, telle qu'elle ressort de la base de données européenne d’occupation biophysique des sols Corine Land Cover (CLC), est marquée par l'importance des territoires agricoles (62,3 % en 2018), une proportion sensiblement équivalente à celle de 1990 (62,9 %). La répartition détaillée en 2018 est la suivante : 
prairies (39,6 %), forêts (34,4 %), terres arables (11,8 %), zones agricoles hétérogènes (10,9 %), eaux continentales (2,5 %), milieux à végétation arbustive et/ou herbacée (0,6 %), zones industrielles ou commerciales et réseaux de communication (0,1 %). L'évolution de l’occupation des sols de la commune et de ses infrastructures peut être observée sur les différentes représentations cartographiques du territoire : la carte de Cassini (XVIIIe siècle), la carte d'état-major (1820-1866) et les cartes ou photos aériennes de l'IGN pour la période actuelle (1950 à aujourd'hui).

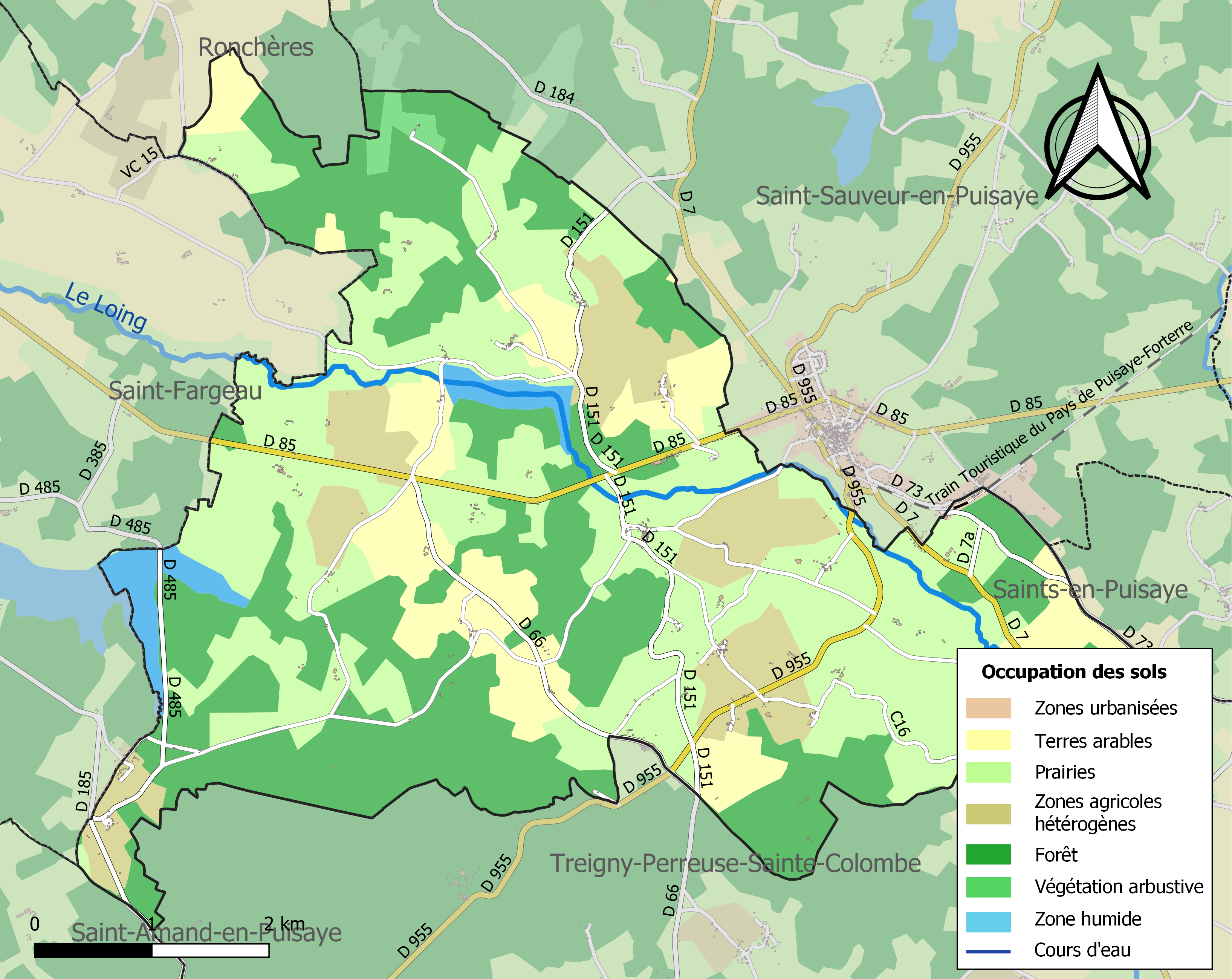
Carte des infrastructures et de l'occupation des sols de la commune en 2018 (CLC).

## Histoire

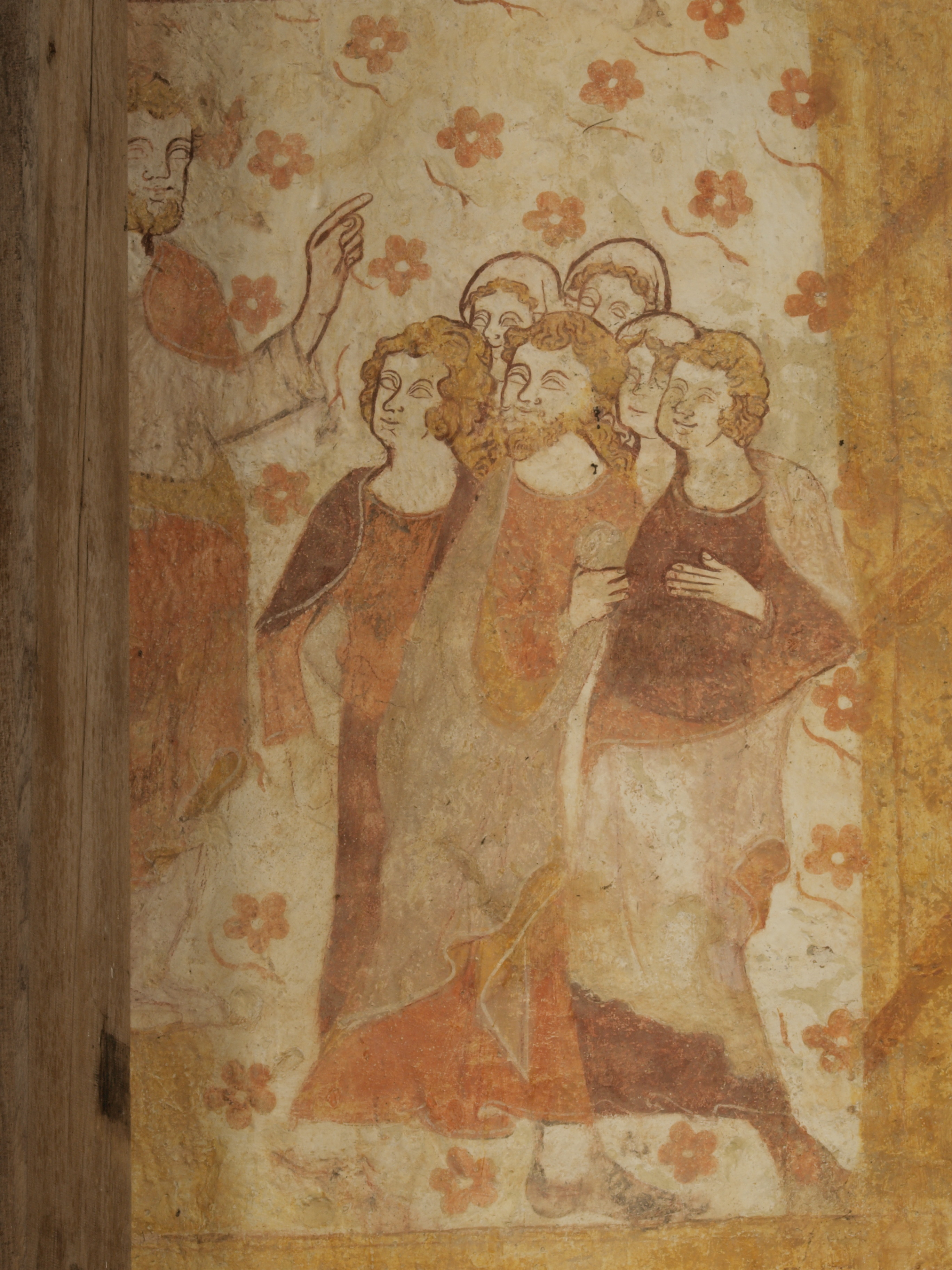
Une des fresques médiévales de l'église de Moutiers.

### Antiquité, Haut Moyen Âge
Appelé Melered dans l'Antiquité, Moutiers est citée au VIe siècle par l'évêque Aunaire comme établissement cénobitique en même temps que Saint-Sauveur (cella Mauri et cella Salvii). George Viole, bénédictin de l'abbaye de Saint-Germain au XVIIe siècle, faisait remonter l'existence de ces deux lieux à l'époque druidique des plus lointaines ; selon lui il y avait eu à Melered un des quatre autels druidiques les plus importants. César parle de « l'assemblée générale des prêtres de la Gaule qui… se tenait chaque année dans un lieu consacré sur la frontière du pays des Carnutes » - ce qui exclut la forêt d'Orléans, qui elle est en plein centre de leur ancien pays, d'autant plus que dans ce lieu consacré poussaient les plus grands arbres de la Gaule centrale. Or c'est bien du côté de Saint-Sauveur et Moutiers que les charpentiers sont venus chercher les géants nécessaires aux pièces maîtresses de leurs charpentes, et ce jusqu'au Moyen Âge et même plus tard pour les connaisseurs. Le pays des Carnutes s'arrêtait à Saint-Sauveur et Moutiers, où l'on trouvait plus tard la même loi coutumière, celle de Lorris-Montargis. 

Par ailleurs, les pèlerinages des Anglais de l'époque à Moutiers sont bien documentés jusqu'au Xe siècle. Le livre des Gestes des évêques d'Auxerre raconte que le père de Quintilien 26e évêque d'Auxerre, avait fait construire au VIIe siècle un monastère à Melered, ainsi qu'un hospice pour les Anglais « allant à Rome ». Seulement la Puisaye n'était, ni alors ni maintenant, sur le chemin d'aucune des routes pour Rome (sauf à passer par Vézelay) ; de plus, les chemins de la Puisaye de l'époque étaient caractérisés par leur impraticabilité qui a perduré jusqu'au XIXe siècle. À 4 km d'Auxerre le chemin de Moutiers quittait celui vers Autun. À cet endroit, entre les vallées de Beaulches et de Vallan, avait été érigée une chapelle dédiée à sainte Walburge, d'origine anglo-saxonne, puisqu'elle était la fille de Richard d'Angleterre ; chapelle inscrite sur la carte de Cassini sous le nom de Sainte-Vaubonée.
La stratégie classique de l'Église, dans les cas de ténacité de l'ancienne religion, était et est de dédier le lieu à une figure de son propre panthéon ; ce qui fut fait et bien fait, puisque dès avant l'an 700 il y avait à Moutiers une chapelle dédiée à Notre-Dame de Melered, une église dédiée à saint Germain d'Auxerre, et vingt-six moines (un nombre remarquable pour un endroit aussi perdu dans la forêt) desservant l'une et l'autre, bien pourvus par Quintilien. Mal leur en prit d'être aussi riches : vers 730 Charles Martel fit main basse sur le tout pour récompenser ses guerriers, et en cinquante ans ceux-ci rendirent le monastère exsangue à force de tirer sur les revenus. L'hospice disparut dans la pauvreté.

### IXe–Xesiècles
Sous Charles le Chauve au IXe siècle, Moutiers et Saint-Sauveur (ce dernier devenu entre-temps le siège d'un grand monastère) occupaient une position centrale, au moins géographiquement, dans le comté d'Auxerre. Charles le Chauve donne cette seigneurie à son oncle Conrad, frère de sa mère Judith. Sur la demande de protection émanant des moines, le monastère de Moutiers devient une succursale de l'abbaye de Saint-Germain d'Auxerre. Des héritiers de Conrad, l'abbaye de Saint-Germain passe aux comtes d'Auxerre et entre l'an 800 et 1000, onze des quatorze évêques successifs sont des hommes de guerre ou de cour : les élections de ce poste en sont achetées, en argent, menaces, ruses ou promesses. La discipline se relâche, les moines quittent faute de revenus, la décadence sévit. Jusqu'à Henri le Grand duc de Bourgogne (de 965 à 1002), qui redonne son indépendance à Saint-Germain et ses domaines et la met entre les mains de Mayeul le saint abbé de Cluny. Mayeul redresse la barre puis fait nommer l'abbé Heldric à sa place. 

Heldric confie le monastère de Moutiers à Théalde, qui en moins de quatre ans y installe de nombreux moines, leur fait relever tous les bâtiments notamment une église qui à elle seule est plus grande que les deux précédentes ruinées et contient treize autels (elle est consacrée en 998), redéfricher toutes les terres, rassembler tous les biens et en racheter d'autres. Qui plus est, les pèlerinages, sources de revenus importants, ont repris plus que jamais car les reliques de saint Didier sont amenées en grande pompe des cryptes d'Auxerre. Les miracles abondent, peut-être aidés d'un peu d'alchimie pour ce qui est des bougies qui s'allument « toutes seules » à l'approche du sanctuaire,.

## Politique et administration
| Période | Période  | Identité        | Étiquette | Qualité   |
| ------- | -------- | --------------- | --------- | --------- |
| 1971    | 2001     | François Solano | SE        | Céramiste |
| 2001    | en cours | Claude Millot   |           |           |

## Démographie
L'évolution du nombre d'habitants est connue à travers les recensements de la population effectués dans la commune depuis 1793. Pour les communes de moins de 10 000 habitants, une enquête de recensement portant sur toute la population est réalisée tous les cinq ans, les populations de référence des années intermédiaires étant quant à elles estimées par interpolation ou extrapolation. Pour la commune, le premier recensement exhaustif entrant dans le cadre du nouveau dispositif a été réalisé en 2005.

En 2022, la commune comptait 270 habitants, en évolution de −6,25 % par rapport à 2016 (Yonne : −1,95 %, France hors Mayotte : +2,11 %).
| 1793 | 1800 | 1806 | 1821 | 1831 | 1836 | 1841 | 1846 | 1851 |
| ---- | ---- | ---- | ---- | ---- | ---- | ---- | ---- | ---- |
| 604  | 630  | 654  | 762  | 881  | 873  | 884  | 950  | 943  |

| 1856  | 1861 | 1866 | 1872 | 1876 | 1881  | 1886  | 1891 | 1896  |
| ----- | ---- | ---- | ---- | ---- | ----- | ----- | ---- | ----- |
| 1 009 | 965  | 964  | 990  | 995  | 1 047 | 1 015 | 953  | 1 009 |

| 1901  | 1906 | 1911 | 1921 | 1926 | 1931 | 1936 | 1946 | 1954 |
| ----- | ---- | ---- | ---- | ---- | ---- | ---- | ---- | ---- |
| 1 046 | 851  | 796  | 667  | 642  | 645  | 595  | 506  | 534  |

| 1962 | 1968 | 1975 | 1982 | 1990 | 1999 | 2005 | 2006 | 2010 |
| ---- | ---- | ---- | ---- | ---- | ---- | ---- | ---- | ---- |
| 493  | 414  | 357  | 327  | 273  | 292  | 290  | 289  | 282  |

| 2015 | 2020 | 2022 | - | - | - | - | - | - |
| ---- | ---- | ---- | - | - | - | - | - | - |
| 287  | 275  | 270  | - | - | - | - | - | - |

## Culture locale et patrimoine

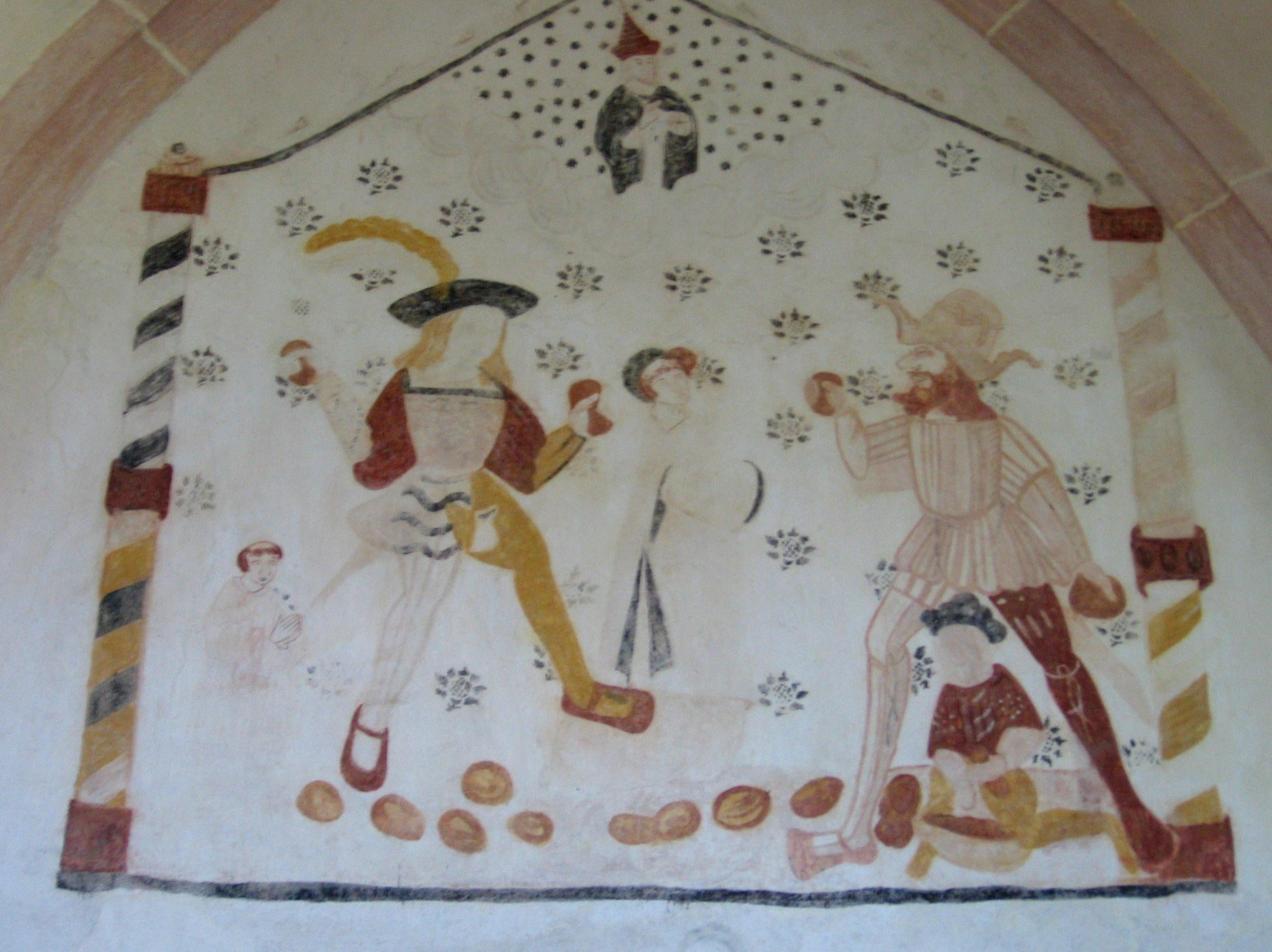
La lapidation de saint Étienne, église de Moutiers, XIVe siècle

### Lieux et monuments
- Église Saint-Pierre-et-Saint-Paul (romane) : ses fresques médiévales comptent parmi les plus remarquables de Bourgogne. L'église se visite toute l'année.
- Four à poterie de la Bâtisse
- Poterie de La Bâtisse Atelier Musée vivant à visiter
- Le train touristique de Puisaye-Forterre : il relie Villiers-Saint-Benoit au four à poterie de Moutiers-la-Bâtisse en passant par Toucy, sur l'ancienne ligne SNCF déclassée. Il partage son parcours avec le plus long cyclorail de France[21].

## Patrimoine naturel répertorié
La commune est concernée par deux ZNIEFF :
- La ZNIEFF continentale de type 1 des « prairies bocagères et mares entre Treigny et Moutiers-en-Puisaye »[22], soit 35 125 hectares hectares, concerne les deux communes de Moutiers et de Sainte-Colombe-sur-Loing et vise le triton crêté (Triturus cristatus) et la rainette verte (Hyla arborea).
- La ZNIEFF continentale de type 1 de la « roselière de l'étang de Moutiers et prairies de la vallée du Loing »[23], soit 263,34 hectares, concerne les deux communes de Moutiers et Saint-Fargeau.

La commune est comprise dans la Zone spéciale de conservation (ZSC) des « étangs oligotrophes à littorelles de Puisaye, à bordures paratourbeuses et landes », un site d'intérêt communautaire (SIC) selon la directive Habitat qui couvre 551 hectares sur les 5 communes de Bléneau, Moutiers, Saint-Martin-des-Champs, Saint-Privé et Treigny.